# Garry Schyman

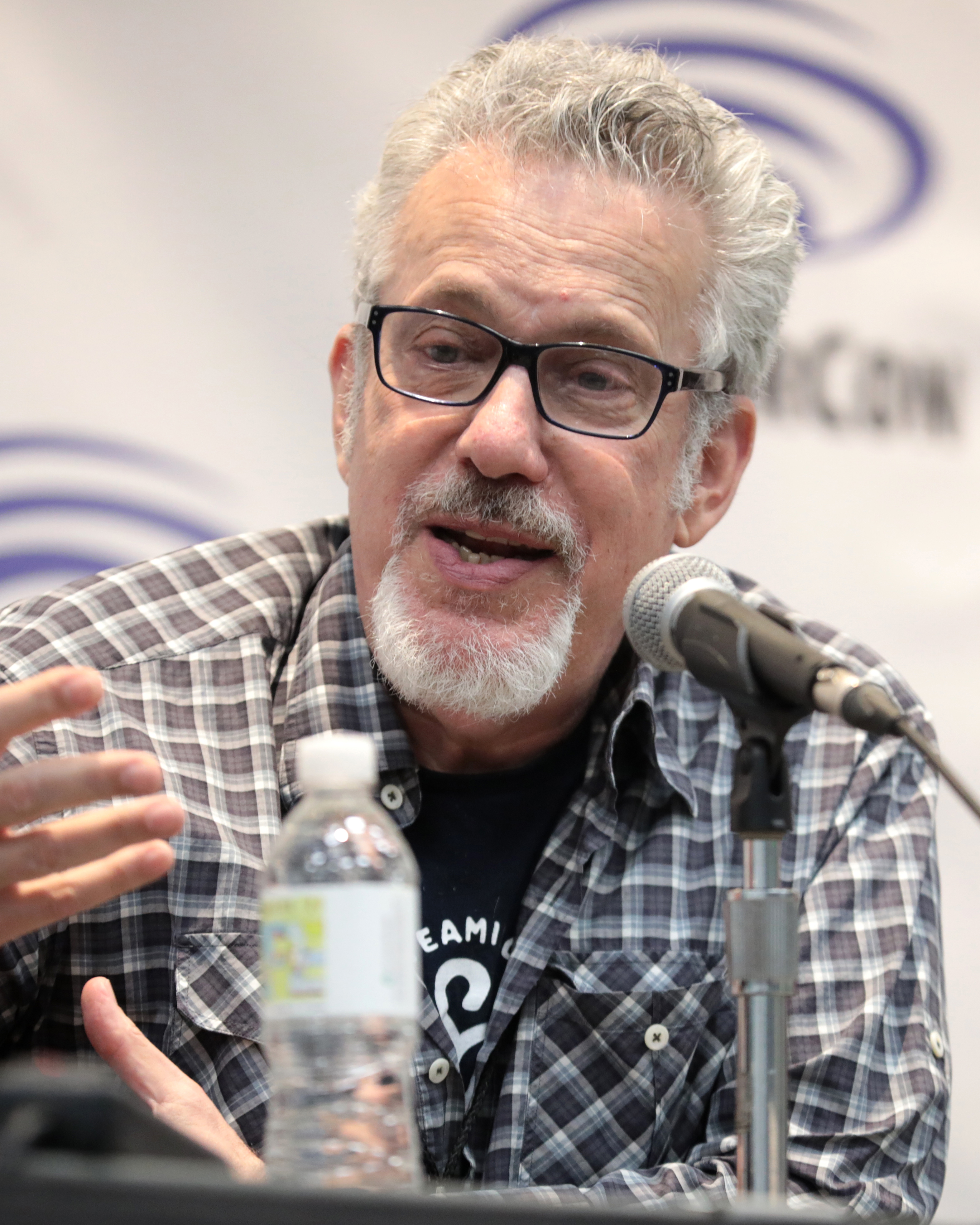
Garry Schyman (2023)

Garry Schyman (* 1954) ist ein US-amerikanischer Komponist, der sich auf Kompositionen für Videospiele spezialisiert hat.

## Leben
Garry Schyman lernte schon als Kind Klavier zu spielen. Eigentlich wollte er Biologie studieren, entschloss sich aber schließlich dagegen und studierte an der University of Southern California bis 1978 Komposition. Dennis Weaver, ein Freund seines Vaters brachte Schyman mit der Filmmusikbranche in Kontakt; er arbeitete zunächst als Komponist und Arrangeur von Soundtracks, meist für Fernsehserien oder Fernsehfilme. 1993 bot sich ihm die Gelegenheit, den interaktiven Film Voyeur für das CD-i zu vertonen, da ein Freund von ihm in leitender Position bei Philips tätig war. Dabei hatte er als einer der ersten Spielemusikkomponisten ein echtes Orchester zur Verfügung. Als die Aufträge der Filmbranche immer spärlicher wurden, bekam Schyman 2005 die Möglichkeit, den Soundtrack für Destroy All Humans! zu schreiben; dabei hatte er auch die Gelegenheit, mit dem Konzertmeister des Los Angeles Philharmonic zu arbeiten.
Besondere Bekanntheit erlangte er 2008 mit der musikalischen Untermalung des viralen YouTube-Videos Where the Hell is Matt?, das seit 2008 knapp 51 Millionen Mal angesehen wurde (Stand November 2018). Der unterlegte Song Praan gewann 2008 den Hollywood Music Award als bestes Musik-Video. Mit dem Soundtrack zu Bioshock gewann Schyman einige der renommiertesten Preise u. a. den Interactive Achievement Awards, den Spike TV Video Games Award. Der Soundtrack zu Bioshock Infinite wurde 2014 mit dem BAFTA Video Game Award als beste Spielemusik ausgezeichnet; der Soundtrack zu Mittelerde: Mordors Schatten war 2015 für denselben Preis nominiert.
Schyman lebt mit seiner Frau Lisa und ihrem gemeinsamen Sohn Ethan in Los Angeles. An der USC unterrichtet er Filmmusikkomposition.

## Diskografie

### Fernsehen
- Magnum (1980)
- Vater Murphy (1981)
- The Greatest American Hero (1981)
- Die Himmelhunde von Boragora (1982)
- This Is the Life (1983)
- Das A-Team (1983)
- Yeshua (1984)
- Rags to Riches (1987)
- The Great Gondoli  (1987)
- Buck James (1987)
- Assassin (1989)
- The First Valentine (1989)
- Waiting for the Wind (1990)
- Treasure of Lost Creek (1992)
- Revenge of the Nerds III: The Next Generation (1992)
- Trade Winds (1993)
- Day of Reckoning (1994)
- Revenge of the Nerds IV: Nerds in Love (1994)
- Mortal Fear (1994)
- Land's End (1995)
- Deadly Invasion: The Killer Bee Nightmare (1995)
- Virus (1996)
- Terminal (1996)
- Tornado! (1996)
- NightScream (1997)
- The Napoleon Murder Mystery (2000)
- Ringling Bros. Revealed: The Greatest Show on Earth (2003)

### Film
- Never Too Young to Die (1986)
- Penitentiary III (1987)
- The Magic Boy's Easter (1989)
- Hit List (1989)
- Horseplayer (1990)
- The Last Hour (1991)
- Judgement (1992)
- Lost In Africa (1994)
- Spooky House (2000)
- Race for the Poles (2000)
- Brush with Danger (2015)
- Itsy Bitsy (2019)

### Computerspiele
- Voyeur (1993)
- Off-World Interceptor (1994)
- Voyeur 2 (1996)
- Destroy All Humans! (2005)
- Full Spectrum Warrior: Ten Hammers (2006)
- Destroy All Humans! 2 (2006)
- BioShock (2007)
- Destroy All Humans! Path of the Furon (2008)
- Resistance: Retribution (2009)
- Dante’s Inferno (2010)
- BioShock 2 (2010)
- Front Mission Evolved (2010)
- BioShock Infinite (2013)
- Mittelerde: Mordors Schatten (2014)
- Mittelerde: Schatten des Krieges (2017)